# Oleksandr Klymenko (cyclisme)
Pour les articles homonymes, voir Oleksandr Klymenko.
Oleksandr Klymenko, en ukrainien Олександр Клименко (né le 19 décembre 1975) est un coureur cycliste ukrainien. D'abord actif sur la piste, il est vice-champion du monde en 1997 de la poursuite par équipes, il se concentre par la suite sur les épreuves sur route au début des années 2000.

## Palmarès sur piste

### Championnats du monde
- Perth 1997
  -  Médaillé d'argent de la poursuite par équipes

## Palmarès sur route
- 1997
  -  Médaillé de bronze du championnat du monde militaire sur route
- 2000
  - 2e du championnat d'Ukraine du contre-la-montre
- 2001
  - 2e du championnat d'Ukraine du contre-la-montre
- 2002
  -  Champion d'Ukraine sur route
  - Tour du Japon :
    - Classement général
    - 3e étape

  - Bałtyk-Karkonosze Tour :
    - Classement général
    - 5e étape
- 2003
  - Bałtyk-Karkonosze Tour :
    - Classement général
    - 7e étape

  - 3e de la Course de la Solidarité olympique
- 2004
  - 3e du Bałtyk-Karkonosze Tour
- 2005
  - Grand Prix Palma
- 2006
  -  Médaillé de bronze championnat du monde militaire du contre-la-montre
  - 3e du Tour de Ribas

## Classements mondiaux
| Année           | 2005 | 2006 |
| --------------- | ---- | ---- |
| UCI Europe Tour | 208e | 561e |